# Ultraman (série télévisée)
 (septembre 2013).
Si vous disposez d'ouvrages ou d'articles de référence ou si vous connaissez des sites web de qualité traitant du thème abordé ici, merci de compléter l'article en donnant les références utiles à sa vérifiabilité et en les liant à la section « Notes et références ».
Pour les articles homonymes, voir Ultraman.
Ultra Q Ultraseven
Ultraman (ウルトラマン, Urutoraman) est une série télévisée japonaise de science-fiction créée par Eiji Tsuburaya et diffusée du 17 juillet 1966 au 9 avril 1967 sur TBS. Il s'agit de la seconde série de la franchise Ultra, après Ultra Q.

## Synopsis
Au Japon, la Patrouille scientifique est une unité militaire composée de cinq membres et qui a pour mission d'étudier et de contrer l'action de monstres souvent extraterrestres qui menacent la Terre. Hayata, héros humain de la série et membre de la Patrouille scientifique, fait la rencontre d'un géant extraterrestre appelé Ultraman. Celui-ci lui remet la capsule Bêta, qui lui permet de permuter avec Ultraman lorsque les monstres attaquent le Japon. Cependant l'énergie vitale d'Ultraman diminue rapidement et il n'a que 3 minutes pour venir à bout du monstre.

## Distribution
- Susumu Kurobe : Hayata (VF : Jean-Louis Jemma)
- Akiji Kobayashi : Capitaine Mura (VF : Francis Lax)
- Hiroko Sakurai : Fuji (VF : Albertine Bui)
- Sandayu Dokumamushi : Arashi (VF : Henri Labussière)
- Masanori Nihei : Ito/Ide (VF : Roger Rudel)
- Akihide Tsuzawa : Hoshino
- Akihiko Hirata : Dr Iwamoto
- Bin Furuya (non crédité)

## Épisodes
| No. | Titre anglais                     | Titre français            | Titre japonais        | Date de diffusion originale |
| --- | --------------------------------- | ------------------------- | --------------------- | --------------------------- |
| 1 | Ultra Operation No.1              |                           | ウルトラ作戦第一号    | 17 juillet 1966             |
| Deux globes lumineux, l’un rouge et l’autre bleu, sillonnent la nuit. Alors qu’il vole en direction de la sphère bleue, l’appareil du pilote Hayata entre en collision avec la sphère rouge. L’équipe de terre, dépêchée au secours du pilote, ne trouve plus rien et s’inquiète, tandis qu’à l’intérieur de la sphère rouge, Hayata, prisonnier, est approché par un homme étrange de la Constellation M-78 qui lui offre de se transformer en homme de l’espace au moyen de la capsule Bêta. Un monstre, Bemlar, surgit du lac Gamori et aucune arme ne peut l’abattre. Hayata est attaqué. Pour se défendre, il fait appel à la capsule Bêta et, en un éclair, devient Ultraman. |                                   |                           |                       |                             |
| 2 | Shoot the Invader                 |                           | 侵略者を撃て          | 24 juillet 1966             |
| Un objet volant non identifié est repéré non loin du Centre technico-scientifique. Arashi est dépêché sur les lieux, mais ne donne pas de nouvelles. Ito et Hayata s'immiscent dans le bâtiment pour y sauver leur ami et découvrent que l'endroit a été envahi par les Baltans, des extraterrestres aux intentions malveillantes souhaitant s'établir sur la Terre. Un combat s'engage entre les envahisseurs et Ultraman. |                                   |                           |                       |                             |
| 3 | Science Patrol, Move Out!         |                           | 科特隊出撃せよ        | 31 juillet 1966             |
| Une centrale électrique subit de mystérieuses attaques par Neronga, un monstre invisible se nourrissant d'électricité. Souhaitant éviter la catastrophe, la Patrouille scientifique et l'armée confrontent la bête avec leur savoir-faire technologique. Mais lorsque Neronga refait son apparition, le pire est à prévoir. Hayata se sépare du groupe et, muni de sa capsule Bêta, devient Ultraman pour engager le combat. |                                   |                           |                       |                             |
| 4 | Five Seconds Before the Explosion | Le Monstre radioactif     | 大爆発五秒前          | 7 août 1966                 |
| Une fusée chargée de six bombes atomiques, en route vers une station défensive de l’espace, s’écrase dans l’océan Pacifique. Cinq des six engins thermonucléaires sont récupérés, mais le dernier demeure introuvable. Une étrange créature des profondeurs réussit à couler un navire. Le seul survivant révèle ce qu’il a vu. Les vaillants défenseurs de la Patrouille scientifique sont aussitôt dépêchés sur le lieu du drame et ne tardent pas à identifier le monstre marin, Ragon. Ultraman entre en action et un combat mortel s’engage entre lui et l’abominable créature.                                                                                                |                                   |                           |                       |                             |
| 5 | The Secret of the Miroganda       | Le Monstre vert           | ミロガンダの秘密      | 14 août 1966                |
| Des morts mystérieuses éveillent les soupçons des autorités : d’abord un reporter est trouvé sans vie sur une route déserte, puis un savant est frappé dans son cabinet. La Patrouille scientifique découvre que les victimes faisaient partie d’une équipe scientifique récemment rentrée de mission. Le coupable s'avère être un monstre végétal assoiffé de sang. |                                   |                           |                       |                             |
| 6 | The Coast Guard Command           | Des fèves de cacao        | 沿岸警備命令          | 21 août 1966                |
| Le jeune Hoshino et ses amis, Chiro et Nobuko, s’amusent à regarder la mer à l’aide de jumelles, lorsqu’ils aperçoivent au large le voleur de diamants le plus recherché par la police, Diamond Kick. Dans l’intervalle, ils voient un monstre marin attaquer un navire qui rentrait au port avec un chargement de fèves de cacao. Aussitôt, Hoshino avise ses compagnons, la Patrouille scientifique, de ce qu’il vient de voir. |                                   |                           |                       |                             |
| 7 | The Blue Stone of Baradhi         | La Nouvelle Atlantide     | バラージの青い石      | 28 août 1966                |
| Nombreuses sont les missions scientifiques qui, tentant de percer le mystère d’un étrange météorite tombé au Moyen-Orient, n’en sont jamais revenues. Aussi l’agence américaine de la Patrouille scientifique décide de dépêcher l’un de ses hommes qui, avec l’aide de la branche japonaise, va tenter d’éclaircir cette situation. L'équipe se rend sur place, mais est vite confrontée à un monstre vivant sous les dunes. |                                   |                           |                       |                             |
| 8 | The Monster Anarchy Zone          | L'Île des monstres        | 怪獣無法地帯          | 4 septembre 1966            |
| Une équipe de chercheurs est portée disparue dans une île qui, trois ans auparavant, avait connu des éruptions volcaniques. Les hommes de la Patrouille scientifique se rendent à la rescousse des savants et doivent affronter des monstres préhistoriques que le volcan a ressuscités. L’un de ces monstres, Pigmon, se fait l’allié de l’équipe. |                                   |                           |                       |                             |
| 9 | Lightning Operation               | Le Mangeur d'uranium      | 電光石火作戦          | 11 septembre 1966           |
| Un typhon secoue une région où se trouve un camp de vacances pour garçons qui, par le fait même, se fait complètement couper de toute civilisation. Deux des campeurs décident alors d’aller chercher de l’aide, si possible. Le bouleversement géologique qu’a entraîné le typhon a fait sortir des profondeurs le monstre Gabora, qui se nourrit d’uranium. La Patrouille scientifique est aussitôt dépêchée sur les lieux. |                                   |                           |                       |                             |
| 10 | The Mysterious Dinosaur Base      | Keerah, monstre de la mer | 謎の恐竜基地          | 18 septembre 1966           |
| Le vaillant trio de la Patrouille scientifique, Hayata, Arashi et Ito, est dépêché par leur chef dans une région lacustre où les habitants affirment assister à d’étranges invasions de bancs de poissons. Pourtant, les recherches sous-marines ne révèlent rien de singulier. Un dinosaure à collerette surgit soudain du lac, attirant l'attention de la Patrouille. |                                   |                           |                       |                             |
| 11 | The Rascal from Outer Space       | La Pierre d'Aladin        | 宇宙から来た 暴れん坊 | 25 septembre 1966           |
| Une pierre radiante tombée de la stratosphère est découverte par des enfants. À leur étonnement, la pierre est dotée de multiples pouvoirs, dont celui de se changer en objets de diverses natures au gré de l’imagination de celui qui la possède. Le diabolique Onida réussit à s’emparer de cette nouvelle lampe d’Aladin. |                                   |                           |                       |                             |
| 12 | Cry of the Mummy                  | La Momie                  | ミイラの叫び          | 2 octobre 1966              |
| Alors qu’il effectue des fouilles, le savant Iwamoto fait la découverte d’une momie. Elle est aussitôt transportée au siège expérimental de la Patrouille scientifique où le savant compte pousser plus loin ses recherches sur cette relique du passé. Au cours de la nuit, la momie disparaît. La Patrouille est aussitôt lancée à sa poursuite. |                                   |                           |                       |                             |
| 13 | Oil S.O.S.                        | Le Monstre citerne        | オイルSOS             | 9 octobre 1966              |
| Les réserves d'essence baissent de façon catastrophique dans le monde et les pétroliers se perdent en mer et n’atteignent aucun port. Ito et Arashi sont témoins de l’explosion d’un pétrolier et aperçoivent une créature immense qui émerge de l’eau et semble s’abreuver d’essence. Les hommes de la Patrouille scientifique versent sur la mer une nappe de pétrole pour attirer le monstre. |                                   |                           |                       |                             |
| 14 | The Pearl Defense Directive       |                           | 真珠貝防衛指令        | 16 octobre 1966             |
| Le marché des perles subit d'importantes hausses de prix, au grand dam de Fuji qui souhaitait se procurer des bijoux. Il s'avère qu'un monstre marin dévoreur de perles fait des ravages. Ne pouvant laisser cette situation perdurer, la Patrouille scientifique entre en action et tente de se débarrasser de l'énorme bête. |                                   |                           |                       |                             |
| 15 | Terrifying Cosmic Rays            |                           | 恐怖の宇宙線          | 23 octobre 1966             |
| D'étranges rayons cosmiques atteignent la Terre et donnent vie à un monstre dessiné par un jeune garçon. Celui-ci en informe ses amis, qui s'empressent de dessiner un autre monstre, plus féroce et plus puissant. La Patrouille scientifique en est informée, mais le monstre se révèle être un grand paresseux, n'attaquant pas et dormant au beau milieu de la ville. |                                   |                           |                       |                             |
| 16 | Science Patrol Into Space         |                           | 科特隊宇宙へ          | 30 octobre 1966             |
| Un savant est en route pour Vénus à bord d’une fusée qu’il a lui-même perfectionnée. La Patrouille scientifique supervise le décollage afin de s’assurer que le deuxième étage de la fusée fonctionnera sans encombre. Le savant semblant en bonne voie, la patrouille retourne au quartier général. Mais voici qu’au petit écran apparaissent les terribles Baltans, créatures vivant sur une planète étrangère. |                                   |                           |                       |                             |
| 17 | Passport to Infinity              |                           | 無限へのパスポート    | 6 novembre 1966             |
| Un explorateur de grand renom est porté disparu. Le bureau londonien de la Patrouille scientifique confirme le fait qu’il avait rapporté d’une récente expédition un météorite assez particulier qui est disparu avec lui. Deux des membres de la Patrouille enquêtent sur cette disparition, avant de se retrouver dans un monde étrange où les lois de la gravité n'opèrent plus. |                                   |                           |                       |                             |
| 18 | Brother from Another Planet       |                           | 遊星から来た兄弟      | 13 novembre 1966            |
| Un étrange brouillard enveloppe toute la ville, et le quartier général de la Patrouille scientifique y décèle suffisamment de radioactivité pour engendrer des gaz mortels. La Patrouille enquête et arrive en contact avec l’extraordinaire Zarab qui n’a qu’une mission : s’emparer de la capsule Bêta de Hayata et devenir lui-même Ultraman. |                                   |                           |                       |                             |
| 19 | Demons Rise Again                 |                           | 悪魔はふたたび        | 20 novembre 1966            |
| La Patrouille scientifique fait appel à la compétence reconnue du docteur Fukuyama en matière spatiale pour qu’il examine une étrange capsule métallique qui s’est soudainement déposée sur un chantier. Déjà font leur apparition deux monstres de l’âge préhistorique qui avaient survécu à l’état liquide à l’intérieur de la capsule. |                                   |                           |                       |                             |
| 20 | Terror on Route 87                |                           | 恐怖のルート87        | 27 novembre 1966            |
| La Patrouille scientifique est dépêchée vers le parc Izu d’où un gardien rapporte que le mont Ohmuro émet d’étranges radiations. À l’insu des autres, Fuji fait la rencontre d’un garçonnet qui lui révèle que le dragon Hydra s’apprête à faire son apparition sur la montagne. |                                   |                           |                       |                             |
| 21 | Breach the Wall of Smoke          |                           | 噴煙突破せよ          | 4 décembre 1966             |
| Un garçonnet tombe sur une multitude d’oiseaux morts, et quatre filles parties pique-niquer rapportent avoir vu des yeux perçants brillant dans le brouillard. La Patrouille scientifique enquête sur le site d’un volcan éteint. |                                   |                           |                       |                             |
| 22 | Overthrow the Surface             |                           | 地上破壊工作          | 11 décembre 1966            |
| Tandis qu’il est en route avec une femme, agente des services secrets, pour assister à une conférence internationale des forces défensives de l’espace, Hayata et sa compagne sont enlevés par des ravisseurs appartenant à une civilisation mystérieuse. |                                   |                           |                       |                             |
| 23 | My Home is Earth                  |                           | 故郷は地球            | 18 décembre 1966            |
| À l’époque où les États-Unis et la Russie se lançaient à l’assaut de l’espace, une troisième nation demeurée inconnue réussissait à placer en orbite un satellite bien équipé. On n’entendit plus jamais parler du pilote après que son véhicule spatial fut entré dans la force d’attraction d’une planète éloignée. |                                   |                           |                       |                             |
| 24 | The Undersea Science Center       |                           | 海底科学基地          | 25 décembre 1966            |
| On requiert les services de la Patrouille scientifique pour inaugurer avec succès un centre d’exploration sous-marine. Il s’agit d’accompagner le président de la société scientifique qui exploite ce centre ainsi qu’un invité choisi par voie de concours et, en passant par une conduite de sécurité, de les guider jusqu’au lit de l’océan. |                                   |                           |                       |                             |
| 25 | The Mysterious Comet Tsuifon      |                           | 怪彗星ツイフォン      | 1er janvier 1967            |
| La course rapide du satellite « Comète 24 » à travers la Voie lactée engendre sur Terre un réveil brutal des monstres du fond de leurs antres. Les membres de la Patrouille scientifique apprennent que trois pachydermes préhistoriques se rapprochent des cimes enneigées du voisinage. |                                   |                           |                       |                             |
| 26 | The Monster Highness (Part 1)     |                           | 怪獣殿下 前篇         | 8 janvier 1967              |
| Le professeur Nakatani sollicite l’aide de la Patrouille scientifique en vue d’explorer une île inhabitée de l’Extrême-Orient. On y fait alors la découverte du légendaire monstre Gehora, immense créature à l’appétit gargantuesque. On tente de transporter cette pièce rare sur le continent. |                                   |                           |                       |                             |
| 27 | The Monster Highness (Part 2)     |                           | 怪獣殿下 後篇         | 15 janvier 1967             |
| Une lutte acharnée se livre entre le monstre Gehora et Ultraman, mais la force extraordinaire de ce dernier ne semble pas devoir venir à bout du terrible adversaire. Chacun se replie éventuellement, Ultraman pour récupérer sa puissance et Gehora pour tenter de se creuser une forteresse souterraine. La Patrouille scientifique conçoit un plan de contre-attaque pour venir à bout du monstre. |                                   |                           |                       |                             |
| 28 | Human Specimens 5 And 6           |                           | 人間標本5・6          | 22 janvier 1967             |
| À la suite d’un accident d’autocar, le commandant Muramatsu prend en filature une insolite dame en noir qui réussit à s’enfuir du lieu de l’accident pour ensuite s’infiltrer à l’intérieur des établissements de l’Institut de l’Espace. Ils y font la rencontre des Dadas, des extraterrestres aux plans nébuleux, mais bien déterminés à enlever six spécimens humains. |                                   |                           |                       |                             |
| 29 | Challenge to the Underground      |                           | 地底への挑戦          | 29 janvier 1967             |
| Les membres de la Patrouille scientifique tentent en vain d’éclaircir la mystérieuse disparition de la plus riche mine d’or au monde. Leurs recherches les conduisent au repaire du monstre Goldon qui se nourrit uniquement du précieux minerai. Goldon a réussi à créer une fidèle reproduction de lui-même en or solide et tout aussi terrifiante. Hayata fait appel à Ultraman pour se mesurer contre le terrible Goldon. |                                   |                           |                       |                             |
| 30 | Phantom of the Snow Mountains     |                           | まぼろしの雪山        | 5 février 1967              |
| Des rumeurs persistantes à l’effet que l’abominable homme des neiges hante à nouveau les collines du mont Phantom tiennent éloignées des centres de ski les adeptes de ce sport. L’administrateur de l’hôtellerie locale fait appel à la Patrouille scientifique. Au même moment, une jeune fille commence à attirer l'attention. |                                   |                           |                       |                             |
| 31 | Who Goes There?                   |                           | 来たのは誰だ          | 12 février 1967             |
| La Patrouille scientifique accueille chaleureusement le fils du célèbre professeur Goto rentrant chez lui après avoir servi durant vingt ans dans la branche sud-américaine. Fuji est intriguée du fait que le jeune Goto n’a que 28 ans. Pendant ce temps, une terrible menace inquiète les habitants de Takara : une plante géante a pris des proportions phénoménales qui s’amplifient constamment. Les membres de la patrouille vont à leur secours. |                                   |                           |                       |                             |
| 32 | Endless Counterattack             |                           | 果てしなき逆襲        | 19 février 1967             |
| La sémillante Patra, attachée à la patrouille scientifique de Calcutta, profite de ses vacances pour visiter les membres de la Patrouille scientifique de Tokyo. Hayata lui sert de chevalier servant. L’un et l’autre partent en excursion dans le parc national, ignorant le risque très grand qu’ils courent. Un monstre grotesque et horrible parcourt la forêt et incendie tout sur son passage. |                                   |                           |                       |                             |
| 33 | The Forbidden Words               |                           | 禁じられた言葉        | 26 février 1967             |
| C’est le jour de l’Aviation à Tokyo et Hayata accompagne Fuji et son frère Saturo au spectacle aérien qui marque cette journée. Au cours des manœuvres, Saturo perçoit en écho une voix insolite qui l’appelle. Puis voici que les avions et un vaisseau-citerne amarré dans le port sont entraînés comme par un typhon dans un coin secret du firmament. Nos amis se trouvent prisonniers de Memphiros, savant aussi puissant que diabolique, qui les entraîne à bord d’un satellite complètement autonome. |                                   |                           |                       |                             |
| 34 | A Gift from the Sky               |                           | 空の贈り物            | 5 mars 1967                 |
| Toujours quelque peu sentimentale, Fuji s’extasie en regardant tomber la neige. Soudain, une flamboyante boule de feu roule des nues vers la Terre et fonce sur la ville de Harumi. La violence avec laquelle elle s’écrase attire aussitôt sur les lieux les membres de la Patrouille scientifique. Ils y découvrent un énorme monstre, si lourd qu'il ne peut être déplacé. Plusieurs plans sont alors échafaudés pour résoudre ce problème. |                                   |                           |                       |                             |
| 35 | The Monster Graveyard             |                           | 怪獣墓場              | 12 mars 1967                |
| En mission de reconnaissance spatiale, Ito et Arashi atteignent la fosse commune à tous les monstres de l’espace qu’Ultraman a réussi à emmurer hors des limites terrestres. Au même instant, l’Institut de l’Espace cerne dans les airs une créature qui semble y voler en toute liberté. |                                   |                           |                       |                             |
| 36 | Don't Shoot! Arashi               |                           | 射つな! アラシ        | 19 mars 1967                |
| Un monstre maléfique, dont les rayons rendent aveugles ceux qu’ils touchent, attaque la capitale. Ito se dépêche alors de mettre au point une arme de son invention, le désintégrateur. Entre-temps, les membres de la Patrouille scientifique font leur possible pour chasser le monstre, mais les contrecoups de ce dernier n’en sont que plus forcenés. |                                   |                           |                       |                             |
| 37 | A Little Hero                     |                           | 小さな英雄            | 26 mars 1967                |
| Parce qu’ils peuvent toujours compter sur l’assistance d’Ultraman, Ito en est venu à croire que les membres de la Patrouille scientifique n’ont plus à se préoccuper tellement de leur mission originelle et que tout compte fait, ils sont peut-être même devenus inutiles. Mais il est vite ramené à la réalité par la réapparition du plus puissant de tous les monstres. |                                   |                           |                       |                             |
| 38 | Spaceship Rescue Command          |                           | 宇宙船救助命令        | 2 avril 1967                |
| Au retour d’une expédition scientifique sur la planète Kordon, la Patrouille scientifique s’arrête à une station de l’espace située à quelques trente heures de vol de la Terre, en vue de refaire le plein de carburant. Mais voici que la station subit les foudres d’une créature diabolique qui réussit à détruire l’une de ses piles énergétiques. |                                   |                           |                       |                             |
| 39 | Farewell, Ultraman                |                           | さらばウルトラマン    | 9 avril 1967                |
| Une véritable armée de créatures maléfiques se lance à l’assaut de la Terre dans le but bien précis de se défaire à tout jamais d’Ultraman et de tenir ainsi à leur merci un monde dorénavant sans défense. Tandis que la Patrouille scientifique combat les envahisseurs et leurs vaisseaux spatiaux, un intrus s'introduit dans la salle de contrôle du quartier général. Le chef des agresseurs, Zetton, combat Ultraman dans un duel fatidique. |                                   |                           |                       |                             |

## Diffusion
Au Québec, Ultraman est diffusée à la Télévision de Radio-Canada tous les mercredis à 17 h 30 lors de la saison 1967-1968 et les samedis de 12 h à 12 h 30 lors de la saison 1968-1969. La série est ensuite rediffusée de manière sporadique jusqu'au début des années 1980.
En France, la série originale n'a pas été diffusée. Seule la série Ultraman 80 le fut, soit en 1988 sur M6, avant de rejoindre TF1 et Club Dorothée en 1991

### Culture populaire
Les mangakas japonais font très souvent référence à Ultraman, en parsemant des clins d’œil dans leurs propres œuvres. On peut notamment voir Arale, dans Dr Slump, se déguiser en Ultraman. Dans la série Death Note, on aperçoit N, le successeur légal de L, s'amuser à plusieurs reprises avec des figurines de la série de 1966.